# Estación de La Luz-La Paz
La Luz-La Paz es una estación de la línea 2 del Metro de Málaga. Se sitúa en la Avenida de Velázquez, en los barrios de La Luz y La Paz del distrito Carretera de Cádiz de Málaga, España.

## Historia
En los primeros planos se puede ver que los primeros proyectos bautizaron esta estación como estación de Los Guindos y más adelante como estación de Velázquez, adoptándose posteriormente la denominación actual por petición de los vecinos de los barrios de La Luz y La Paz que se sitúan a ambos lados de la estación y a los que desembocan las salidas de la estación.

### Apertura
Fue inaugurada junto al resto de tramos originales de la red el 30 de julio de 2014.

## Situación
La estación de La Luz-La Paz se encuentra emplazada bajo la avenida de Velázquez (conocida popularmente como la carretera de Cádiz, de la que toma nombre el distrito), entre los conocidos barrios de La Luz y La Paz y cerca del cruce con la avenida de Los Guindos, de la que iba a tomar nombre originalmente, y con la avenida Virgen de Belén.
El objetivo principal de la estación es la de dar servicio a los densamente poblados barrios de La Luz y de La Paz, aunque también en menor medida a otras barriadas cercanas como son el Parque Mediterráneo, Santa Paula o Vistafranca. Próxima a la estación se encuentra el parque del Oeste. 

## Características
La estación se compone de dos niveles subterráneos, el primero es un vestíbulo donde se encuentran las máquinas expendedoras de billetes y los tornos de entrada, mientras que en el nivel inferior están los andenes. Cuenta con un andén central y dos vías. Tiene la particularidad, al igual que la estación de Puerta Blanca, de tener dos bocas de acceso situado a ambas aceras de la avenida Velázquez, una en el barrio de La Luz y otra en el barrio de La Paz.

## Accesos
- Ascensor: Avenida Velázquez, 64
- Avenida de Velázquez, 64; Bda. La Luz (acera noreste de la avenida Velázquez)
- Ascensor: Avenida Velázquez, 65
- Avenida de Velázquez, 65; Bda. La Paz (acera suroeste de la avenida Velázquez)

## Líneas y conexiones

### Metro
| << cabecera    | < estación | LÍNEA | LÍNEA | LÍNEA | estación >    | cabecera >>             |
| Hospital Civil | El Torcal  |       |       |       | Puerta Blanca | Palacio de los Deportes |